# 北子岛
（直译：「東北沙島」，直译：「燈塔岛」，越南语：／，直译：「双子东岛」），位於南海南沙群島中的島嶼，是雙子群礁中最北、亦是南沙群島中最北端的島嶼。以天然面積計算是南沙群島中第五大天然島，面積約0.13平方公里。北子島自1974年起由菲律賓实际控制，島上建有哨所和士兵駐扎。中華民國、中華人民共和國、越南亦聲稱對此島擁有主權。

## 名称
北子島的英語名稱爲「东北沙岛」（Northeast Cay）。其所在的北危险群礁（North Danger Reef，即双子群礁）有两座沙岛，分别位于东北和西南两个方向，前者称为「东北沙岛」（Northeast Cay，即北子岛），后者则称「西南沙岛」（Southwest Cay，即南子岛）。這兩座沙島於1762年由英國皇家海軍軍艦「南海城堡號」（HMS South Sea Castle）所發現。
1935年，中华民国水陆地图审查委员会审定公布《中国南海各岛屿华英名对照表》，其中「North Danger Reef (Two islands)」被翻译为「北险礁（双子岛）」，但表中并未为这两座岛分别命名。1939年，日本佔領南沙群島，此岛命名爲「北二子島」，直到1945年日本投降為止。
1947年10月，中华民国内政部公布《南海諸島新舊名稱對照表》，才將雙子礁中的「N. E. Cay」命名爲「北子礁」。
1983年4月，中华人民共和国中国地名委员会公布《我国南海诸岛部分标准地名》，更名为「北子岛」，旁注当地渔民习用名称「奈罗上峙」或「奈罗线仔」。
菲律賓稱爲「巴洛拉岛」，意爲「灯塔島」。越南则称为「双子东岛」（越南语：／）。

## 歷史
- 中國漁民向稱之為「奈罗上峙」。
- 据日本《新南群岛沿革略记》记载，清朝同治年间，中国人在南沙群岛的北子岛上建有坟墓和神庙。[8]
- 1918年，日本小倉卯之助乘“报效丸”往南沙群岛探险、调查矿产资源状况，到達北子島時發現三位文昌縣海口人，並將此記載於《暴风之岛》中。[9]
- 1933年4月，法國佔領北子島等南沙群島九島，7月對外公佈消息。
- 1933年8月，日本三好和松尾到南沙调查时看到北子岛上住著2名中國人。[10]
- 1935年，中華民國水陆地圖審查委員會公佈雙子群礁名稱為「北險礁」。[11]
- 1939年，日本佔領南沙群島，將其命名為「新南群島」，並將北子島命名為「北二子岛」。[5]

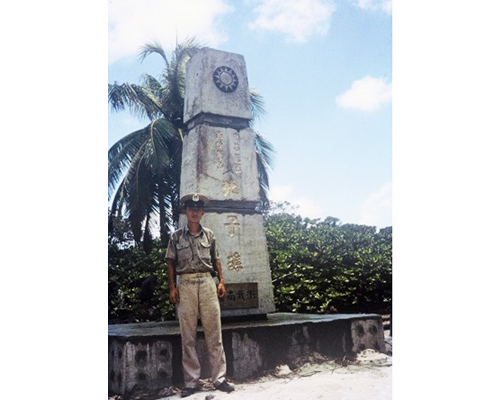
在遭菲律賓佔領前，國軍苗永慶將軍與北子礁國碑舊照合影。

- 1946年10月，中華民國國民政府海軍派遣上校林遵、姚汝鈺率「中業號」、「永興號」、「太平號」、「中建號」等四艘軍艦接收南海諸島，並建碑測圖。[12]
- 1947年，中華民國內政部方域司公佈名稱為「北子礁」。[13]
- 1956年，中華民國海軍先後派出立威部隊、威遠部隊和寧遠部隊三次巡察南沙群島。10月1日，寧遠部隊之太和艦與永順艦於北子礁發現停留之菲籍海事學校訓練船，隨即登船臨檢，除沒收船上之槍械及彈藥外，並將船長克洛馬（Filemon Cloma）帶至太和艦受訊，其具結承認非法進入中國南沙群島海域，保證事後不再犯。[14][15]南沙管理处在岛上树立主权碑，称为北子礁。
- 1963年5月，越南方面記載南越海軍於北子島上設立主權碑。
- 1974年2月，菲律賓佔領北子島。[16]
- 1983年，中華人民共和國中國地名委員會公佈標準名稱為「北子島」。[13]

## 地理位置
- 位於越南控制的南子島以北1.5海浬而得名。

## 地質地形
- 岛形呈椭圆形。最高點海拔12.5米。
- 全島的長度為為800米、寬200多米，總面積約0.14平方公里。

## 島上狀況
- 人口：目前有菲律賓軍隊駐守。
- 建筑物：中华民国在接管后建立北子礁国碑，现状不明。